# Polana portochuela
Polana portochuela är en insektsart som beskrevs av Delong och Foster 1982. Polana portochuela ingår i släktet Polana och familjen dvärgstritar. Inga underarter finns listade i Catalogue of Life.